# Radicaal 34
Van de in totaal 214 Kangxi-radicalen heeft radicaal 34 de betekenis gaan (werkwoord). Het is een van de eenendertig radicalen die bestaat uit drie strepen.
In het Kangxi-woordenboek zijn er 11 karakters die dit radicaal gebruiken.

## Karakters met het radicaal 34
| Strepen | Karakter |
| ------- | -------- |
| + 0     | 夂       |
| + 1     | 夃       |
| + 2     | 処 处    |
| + 3     | 夅       |
| + 4     | 夆       |
| + 5     | 备       |
| + 6     | 夈       |

Shuowen Klein zegelkarakter